# Wildacker

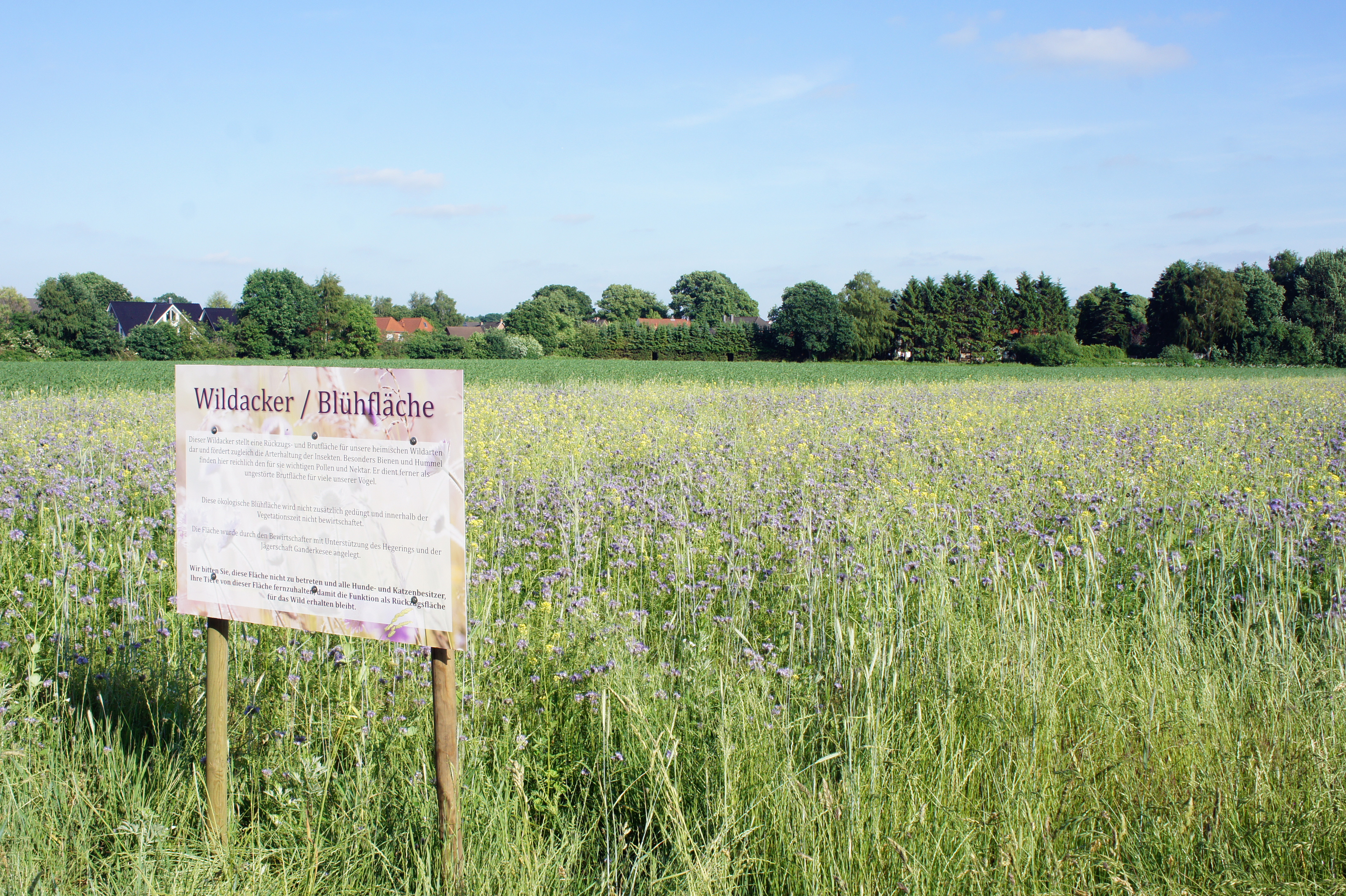
Wildacker in Ganderkesee

Bei einem Wildacker handelt es sich um eine besondere, vom Jäger landwirtschaftlich bearbeitete Fläche, mit dem Zweck, dass auf ihr das Wild Nahrung und Deckung vor Feinden finden kann.

## Grund und Ziele des Wildackerbaus
Der Wildackerbau zielt darauf ab, dem Wild eine artgerechte Äsungsfläche anzubieten, die es darüber hinaus auch zur Deckung und Schutz vor Beutegreifern sowie menschlich verursachten Störquellen nutzen kann. Diese Wildäsungsflächen stehen dabei oftmals auch in Jahreszeiten zur Verfügung, in denen sonstige Agrarflächen mittlerweile abgeerntet oder vegetationsarm sind (Notzeit), denn der Bewuchs der Wildäcker wird in der Regel stehen gelassen. Dies ist insbesondere im Winter und im Vorfrühjahr wichtig, da das Wild dann seinen Energiebedarf nur schwer decken kann und von den eigenen Reserven zehren muss. Durch Wildäcker kann eine ansonsten notwendige Fütterung eingeschränkt oder sogar ganz unnötig werden.
Daneben ist die Verhütung – oder zumindest die Verminderung – von Wildschäden an Wald und Flur weiterer Beweggrund für die Anlage eines Wildackers.

## Anlegen des Wildackers
Der Standort eines Wildackers sollte den Lebensgewohnheiten des heimischen Wildes entgegenkommen. Man unterscheidet Wildäcker im Wald von denen in der Feldflur. Wildäcker im Wald werden zumeist in sonniger, ruhiger und ungestörter Lage nahe dem Gebiet angelegt, in denen das Wild seinen Einstand hat. Wildäcker in der Feldflur sollten in Bereichen liegen, die vom Menschen selten aufgesucht werden (Stilllegungsflächen, Waldrandstreifen, unrentable Ackerflächen zwischen Feldholzinseln usw.).
Gegebenenfalls unterliegt die Anlage von Wildäsungsflächen landesrechtlichen Einschränkungen; diese sind bei entsprechendem Bedarf vorher in Absprache mit den zuständigen Unteren Jagdbehörden zu prüfen. Darüber hinaus sind alle naturschutz- und wasserrechtlichen Bestimmungen zu berücksichtigen.
Der Boden wird – wenn möglich – mit landwirtschaftlichen Maschinen bearbeitet und besät. Die Zugabe von Düngemitteln (Nitrat, Phosphor, Kalium etc.) ist für Schmackhaftigkeit, Wachstum und Standfestigkeit der Wildäsungspflanzen sehr entscheidend und sollte nur bei bereits vorhandenen guten Nährstoffwerten unterbleiben. Eine Gründüngung in Form von Zwischenfrüchten, die hierfür im Vorherbst gesät werden, bietet eine weitere Möglichkeit der Nährstoffverbesserung des Bodens. Der pH-Wert wird mit Kalkdüngung erhöht.

## Typische Pflanzen auf dem Wildacker

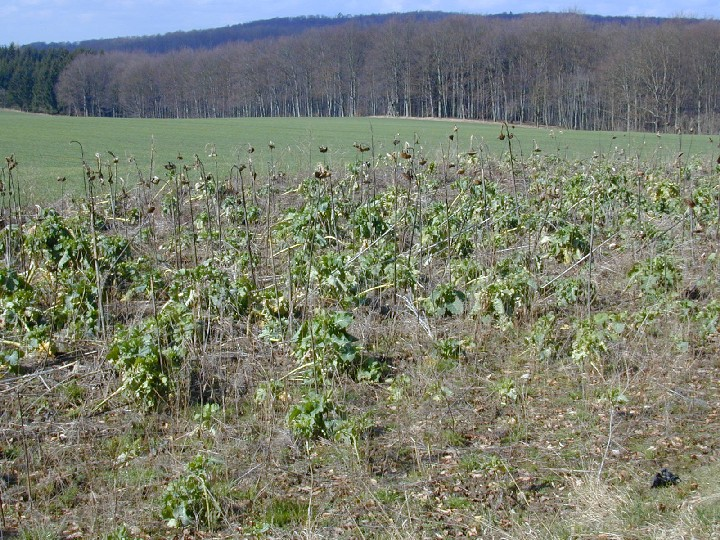
Wildacker

Außer den reinen Wildäsungspflanzen, sind auch solche des in der Landwirtschaft üblichen Zwischenfruchtanbaus geeignet. Sollen die Pflanzen auch im Winter als Nahrung dienen, so sind frost-mittelresistente und frostharte Pflanzenarten zu wählen. Dabei ist der Anbau von Wildackergemengen den Monokulturen zu bevorzugen, denn Mischungen bieten allen Wildarten eine abwechslungsreiche und mindestens zweijährige Nahrungsgrundlage. Es gibt je nach Region erprobte Saatgutgemische, die sich besonders für die jeweilige Region eignen.
Für den Wildacker eignen sich ein-, über- und mehrjährige Pflanzen.
- Als einjährige Pflanzen eignen sich z. B. Mais, Hafer, Buchweizen, Senf, Süßlupine, und Markstammkohl.
- Überjährige Pflanzen (vertragen bzw. brauchen einen Winter) finden sich u. a. bei Dauerstaudenroggen, Winterfutterraps, Winterrübe etc.
- Als mehrjährige Pflanzen wählt man beispielsweise Dauerlupine, Klee (Alexandriner-, Bockshorn- und Perserklee sind jedoch einjährig) und Topinambur.

## Wildarten, die den Wildacker aufsuchen

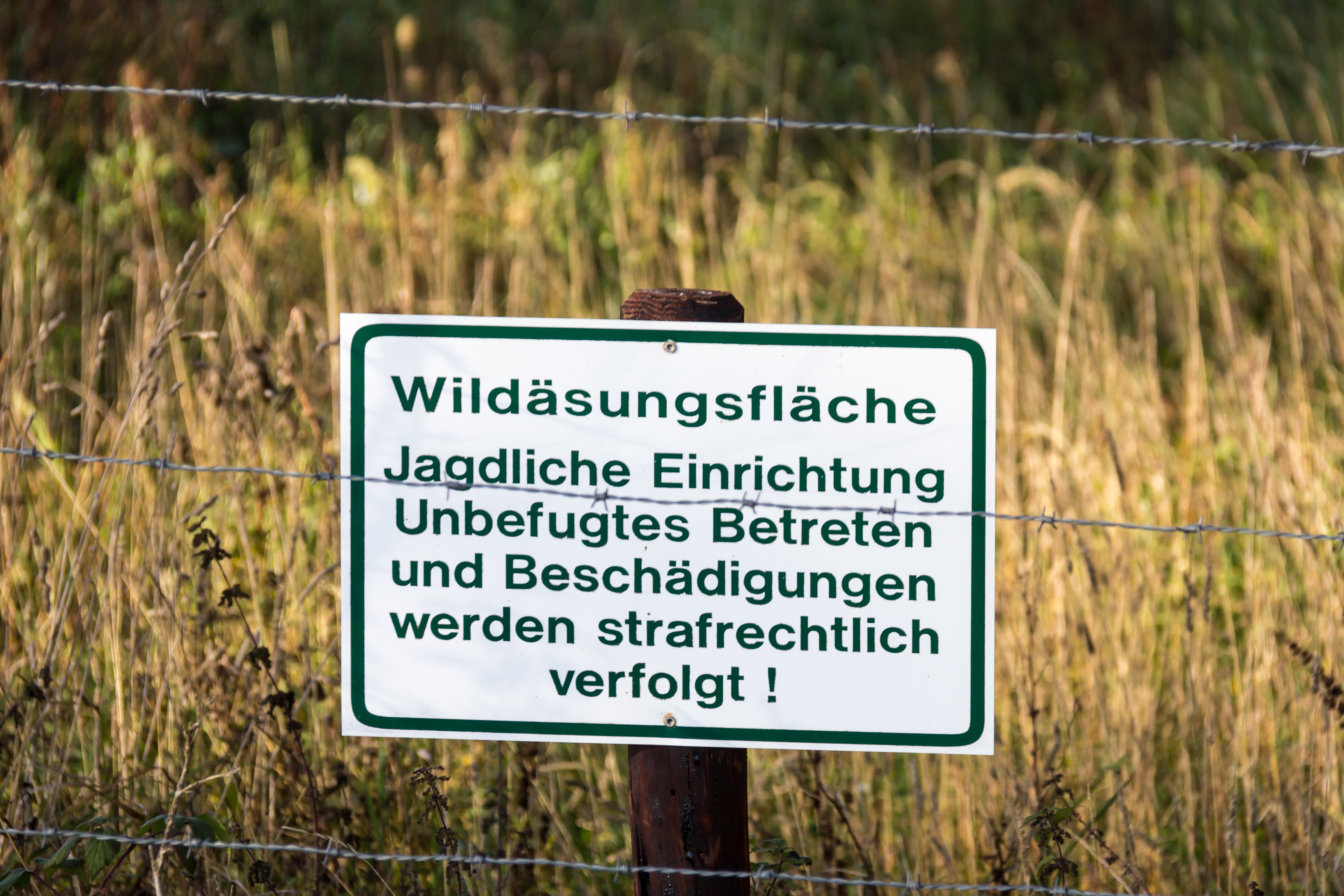
Hinweisschild mit strafrechtlicher Drohung

Der Wildacker wird von nahezu allen Wildarten aufgesucht. Das Schalenwild, zu dem u. a. das Rotwild, Damwild, Reh- und Schwarzwild gehören, findet hier primär Nahrung. Niederwildarten – wie Fasan, Rebhuhn oder Feldhase – finden neben spezifischer Nahrung auch Sichtschutz vor natürlichen Fressfeinden. Fuchs, Marder und andere Prädatoren machen hier Jagd auf ihr Beutespektrum, das sich selbst zur Nahrungsaufnahme am Wildacker eingefunden hat.
Aber auch besonders geschützte Tier- und Pflanzenarten der Feldflur nutzen Wildäcker als Ersatz für extensiv genutzte Äcker. So auch Schwarzkehlchen und Braunkehlchen, verschiedenen Insektenarten, und Ackerwildkräuter, die auf den intensiv genutzten Ackerflächen keine Chance haben.